# Lijst van Tibetaanse heersers
Dit is een lijst met heersers in Tibet en sinds 1959 inclusief de regering ballingschap. De lijst strekt van koningen, keizers en andere vorsten aan het begin van de geschiedenis van Tibet tot dalai lama's, regenten en politici in de nieuwe en moderne tijd.

## Yarlung-dynastie
Er bestaan meerdere genealogische lijsten in de Tibetaanse literatuur over deze dynastie. Meestal komt die literatuur op veertig, eenenveertig of tweeënveertig namen uit. Het verschil zit met name in de ordening van de namen van de eerste negen koningen. De allereerste koningen gebruikten ook wel de dynastieke naam van Pugyel , koning van Pu, die waarschijnlijk verband houdt met de oorsprong van de dynastie in Powo , het zuidoosten van Tibet. Feitelijk waren de koningen tot aan de tweeëndertigste (Namri Songtsen) niet meer dan de belangrijkste clanleider in een relatief klein gebied.
Er is consensus bij hedendaagse tibetologen dat de eerste namen op de lijst mythische figuren zijn. De in deze lijst als achtentwintigste voorkomende koning ( Totori Nyantsen ) is de eerste op de lijst waarvan tibetologen het historisch bestaan zeker achten. Vanaf de eenendertigste koning Takri Nyenzig is historisch betrouwbaar geachte informatie aanwezig. Dat is ook de beginperiode van het Tibetaanse rijk. De aanwezigheid van historisch betrouwbare informatie heeft in de vakliteratuur tot aanzienlijke aanpassingen geleid van deze lijst vanaf de drieëndertigste koning Songtsen Gampo
Zie * Lijst van koningen van het Tibetaanse rijk
| Nr. | regering (circa) | naam                             | Wylie                                                |
| --- | ---------------- | -------------------------------- | ---------------------------------------------------- |
| 1   |                  | Nyatri Tsenpo                    | gnya khri btsan po                                   |
| 2   |                  | Mutri Tsenpo                     | mu khri btsan po                                     |
| 3   |                  | Dingtri Tsenpo                   | ding khri btsan po                                   |
| 4   |                  | Sotri Tsenpo                     | so khri btsan po                                     |
| 5   |                  | Mertri Tsenpo                    | mer khri btsan po                                    |
| 6   |                  | Daktri Tsenpo                    | gdags khri btsan po                                  |
| 7   |                  | Siptri Tsenpo                    | srib khri btsan po                                   |
| 8   |                  | Drigum Tsenpo                    | gri gum btsan po                                     |
| 9   |                  | Jatri Tsenpo (Pude Gunggyel)     | pu de gung rgyal / bya khri btsan po                 |
| 10  |                  | Esholek Tsenpo                   | e sho legs                                           |
| 11  |                  | Desholek Tsenpo                  | de sho legs                                          |
| 12  |                  | Tisholek Tsenpo                  | thi sho legs                                         |
| 13  |                  | Gongrulek Tsenpo                 | gung ru legs                                         |
| 14  |                  | Drongzherlek Tsenpo              | vbrong zhi legs                                      |
| 15  |                  | Isholek Tsenpo                   | i sho legs                                           |
| 16  |                  | Zanam Zindé                      | za nam zin lde                                       |
| 17  |                  | Détrül Namzhung                  | lde vphrul nam gzhung                                |
| 18  |                  | Senöl Namdé                      | se snol gnam lde                                     |
| 19  |                  | Senöl Podé                       | se snol po lde                                       |
| 20  |                  | Dénölnam                         | lde snol nam                                         |
| 21  |                  | Dénölpo                          | lde snol po                                          |
| 22  |                  | Dégyelpo                         | lde rgyal po                                         |
| 23  |                  | Détrintsen                       | lde sprin btsan                                      |
| 24  |                  | Tori Lungtsen                    | to ri lung btsan                                     |
| 25  |                  | Tritsennam                       | khri btsan nam                                       |
| 26  |                  | Tridra Pungtsen                  | khri sgra dpung btsan                                |
| 27  |                  | Tri Tokjé Togtsen                | thog rje thog btsan                                  |
| 28  | vijfde eeuw      | Totori Nyantsen                  | tho tho ri gnyan btsan                               |
| 29  |                  | Trinyen Songtsen                 | khri gnyan gzungs btsan                              |
| 30  |                  | Drongnyen Deru                   | vbrong gnyan lde ru                                  |
| 31  | eind zesde eeuw  | Takri Nyenzig                    | stag ri gnyan gzigs / dmus long dkon pa bkra gshis   |
| 32  | 601–617          | Namri Songtsen                   | gnam ri srong btsan                                  |
| 33  | 629–650          | Songtsen Gampo                   | srong btsan sgam po                                  |
| 34  | 650–655          | Gungri Gungtsen                  | gung ri gung btsan                                   |
| 35  | 649–676          | Mansong Mangtsen                 | mang srong mang btsan                                |
| 36  | 655–676          | Tridu Songtsen (Düsong Mangpojé) | vdus srong mang po rje                               |
| 37  | 704–755          | Tridé Tsungtsen (Mé Agtsom)      | khri lde gtsug brtan / mes ag tshom                  |
| 38  | 755–797          | Trisong Detsen                   | khri srong lde btsan                                 |
| 39  | 797–798          | Muné Tsenpo                      | mu ne btsan po                                       |
| 40  | 798–815          | Sadnaleg (Tride Songtsen)        | sad na legs / mu tig btsan po / khri lde sron brtsan |
| 41  | 815–841          | Tri Ralpachen                    | khri ral pa can / khri gtsug lde btsan               |
| 42  | 841–842          | Langdarma                        | glang dar ma / u dum btsan po                        |

## Sakya-dynastie
Uit de Sakya-traditie kwamen invloedrijke leiders voort, waaronder Sakya Pandita als wereldlijke vorst over de tienduizendschappen van Tibet.

### Sakya trizin-vorsten
|     | Naam                            | Leven     | In functie          | Wylie                                      |
| --- | ------------------------------- | --------- | ------------------- | ------------------------------------------ |
| 6.  | Sakya Pandita                   | 1182-1251 | 1216-1243           | sa skya pandi ta kun dga’ rgyal mtshan     |
| 7.  | Phagspa                         | 1235-1280 | 1265-1266 1276-1280 | chos rgyal 'phags pa blo gros rgyal mtshan |
| 8.  | Rinchen Gyaltsen                | 1238-1279 | 1267-1275           | rin chen rgyal mtshan                      |
| 9.  | Dharmapala Rakshita             | 1268-1287 | 1281-1287           |                                            |
| 10. | Sharpa Jamyang Rinchen Gyaltsen | 1258-1306 | 1288-1297           | shar pa 'jam dbyangs rin chen rgyal mtshan |
| 11. | Sangpo Päl                      | 1262-1324 | 1298-1324           | bzang po dpal                              |
| 12. | Namkha Legpa                    | 1305-1343 | ca. 1324-1342       | nam mkha' legs pa'i rgyal mtshan           |
| 13. | Jamyang Donyö Gyaltsen          | 1310-1344 | ca. 1342-1344       | 'jam dbyangs don yod rgyal mtshan          |
| 14. | Lama Dampa Sönam Gyaltsen       | 1312-1375 | 1344-1347           | bla ma dam pa bsod nams rgyal mtshan       |
| 15. | Tawen Lodrö Gyaltsen            | 1332-1364 | 1347-1364           | ta dben blo gros rgyal mtshan              |

### Keizerlijke leermeesters
De volgende dishi's of keizerlijk leermeesters dienden aan het hof van de Mongoolse Yuan-dynastie:
1. Phagspa
2. Rinchen Gyaltsen (1267-1275)
3. Dharmapala Rakshita (1281-1287)
4. Yeshe Rinchen (1286-1291)
5. Dragpa Öser (1291-1303)
6. Rinchen Gyaltsen (ca. 1303 - ca. 1305)
7. Sanggye Päl (1305-1314)
8. Künga Lodrö Gyaltsen Päl Sangpo (1315-1327)
9. Wangchug Gyaltsen (1323-1325)
10. Künga Legpa Jungne Gyaltsen Päl Sangpo (1328-1329)
11. Rinchen Drashi (1329-1332)
12. Künga Gyaltsen Päl Sangpo (1333-1358)
13. Lachen Sönam Lodrö (1358-1362)
14. Namgyal Päl Sangpo (ca. 1362)

## Vorsten

### Ling-dynastie
Legendarisch was Gesar, over wie het Epos van koning Gesar is geschreven

### Phagmodru-dynastie
1. Tai Situ Changchub Gyaltsen (1302 - 1364)
2. Desi Jamyang Shakya Gyaltsen (1340 - 1373)
3. Gongma Shakya Rinchen (1373)
4. Desi Dragpa Changchub (1356 - 1386)
5. Desi Sonam Dragpa (1359 - 1408)
6. Gongma Dragpa Gyaltsen (1374 - 1432)
7. Gongma Dragpa Jungne (1414 - 1446)
Afbrokkeling
Parallel: opkomst van de Rinpung-dynastie en de Tsang-dynastie
8. vermeend: Sanggye Gyaltsen
8. Gongma Künga Legpa (1433 - 1483)
9. Gongma Ngagi Wangpo (1439 - 1491)
10. Desi Tsogye Dorje (1491-1499; regent)
11. Gongma Ngawang Tashi Dragpa (1488 - 1564)
12. Gongma Ngawang Dragpa Gyaltsen (? - ca. 1579)
13. Nampar Gyalwa (? - ca. 1600)
14. Mipam Sönam Wangchug Dragpa Namgyal Pälsang (ca. 1600 - 17e eeuw)

### Rinpung-dynastie
- Norsang (1440 - 1466)
- Künsang (1466 - ca. 1479)
- Dönyö Dorje (ca.1479 - 1512)
- Ngawang Namgyal (1512 - ca. 1550)
- Döndrub Tseten Dorje (ca.1550 - ?)
- Ngawang Jigme Dragpa (? - 1565)

### Tsang-dynastie
- Shingshapa Tseten Dorje (1565 - voor 1582)
- Thutob Namgyal (?)
- Künpang Lhawang Dorje (genoemd in 1582)
- Tensung Wangpo overleed 1611 (?)
- Püntsog Namgyal (voor 1603 - 1620)
- Tenkyong Wangpo (1620 - 1642)

## Tijdperk van de dalai lama's

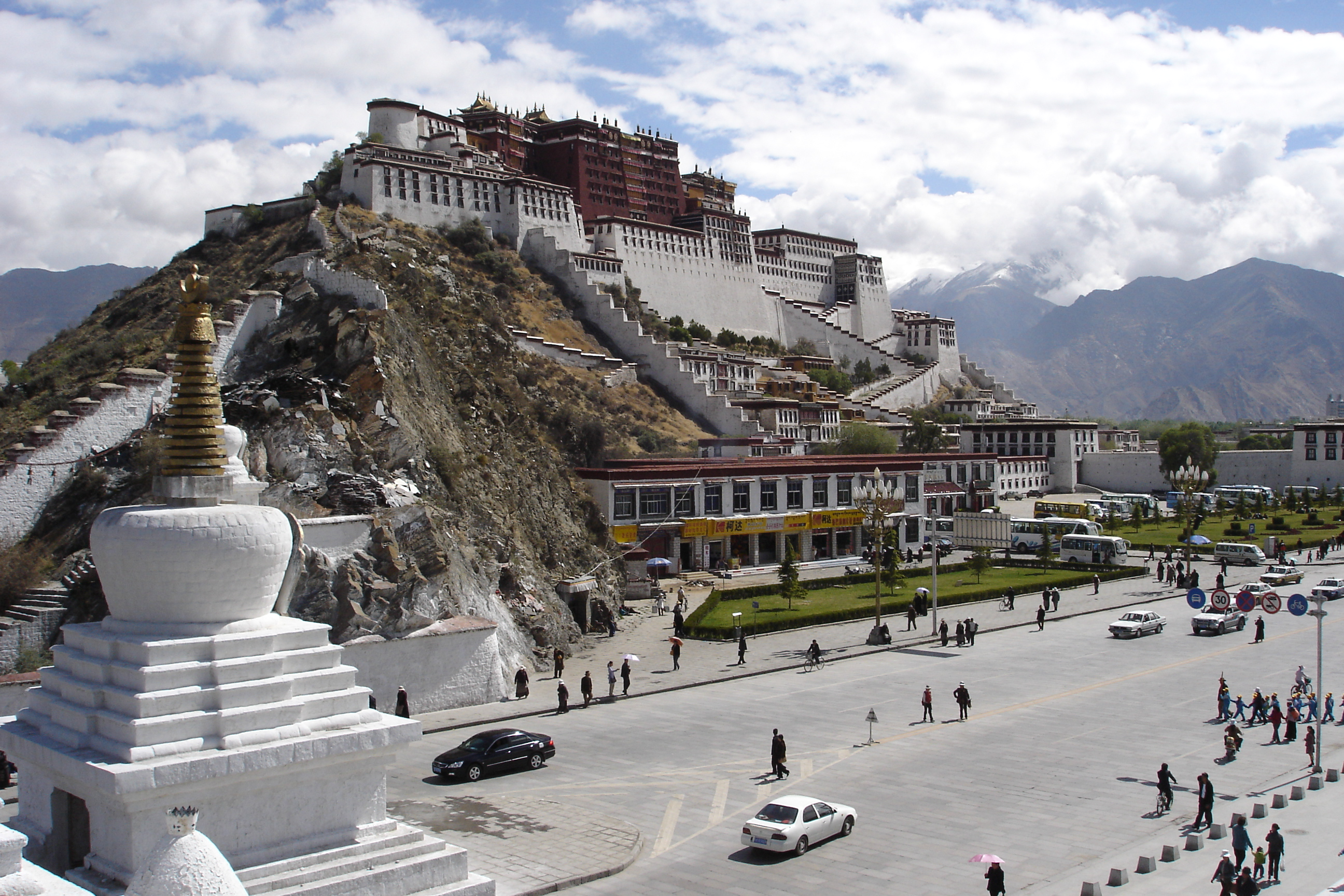
Het Potala-paleis, voorheen winterresidentie van de dalai lama's

In het tijdperk van de dalai lama's was het pas de vijfde dalai lama die de feitelijke regering van Tibet in handen kreeg. De twee dalai lama's voor hem waren hooggeplaatste monniken in de gelugtraditie in het Tibetaans boeddhisme. De eerste twee dalai lama's kregen hun titel postuum toegewezen.
1. Dalai lama Gendün Drub (1391 - 1474)
2. Dalai lama Gendün Gyatso (1475 - 1542)
3. Dalai lama Sönam Gyatso (1543 - 1588)
4. Dalai lama Yönten Gyatso (1589 - 1616)
5. Dalai lama Ngawang Lobsang Gyatso (1617 - 1682)
Regent Sönam Chöpel, Sonam Rabten (1642 - 1658)
Regent Trinley Gyatso, 'P'rin-las-rgya-mts'o (19 augustus 1660 - 30 maart 1668)
Regent Lobsang Thutob (Thustobs) Blo-bzan-mThu-stobs (26 september 1669 - maart 1675)
Regent Lobsang Jimpa Blo-bzan-sbyin-pa (16 oktober 1675 - 21 juni 1679)
Regent Sanggye Gyatso (1678 - 1703)
6. Dalai lama Tsangyang Gyatso (1683 - 1706) (regeerde vrijwel niet zelf)
Koning van Tibet Lhabzang Khan (1703 - 1717)
Regent Ngawang Rinchen (1703 - 1706)
Dalai lama-pretendent Yeshe Gyatso (1706 - ±1708)
7. Dalai lama Kälsang Gyatso (1708 - 1757) (regeerde vrijwel niet zelf)
Regent Tagtsepa (1717 - 1720)
Regent Khangchenne (1720 - 1727)
Regent en koning van Tibet Pholhanas (1728 - 1747)
Regent en koning van Tibet Gyurme Namgyal (1747 - 1750)
Regent Gashi Pandita (1750 - ?)
Regent, de zesde demo rinpoche, Jampäl Geleg Gyatso (1757 - 1777)
8. Dalai lama Jampäl Gyatso (1758 - 1804) (regeerde vrijwel niet zelf)
Regent, de eerste Tsemönling rinpoche, Ngawang Tsültrim (1777 - 1786)
Regent, de achtste Tatsag rinpoche, Tenpey Gonpö (1791 - 1811)
Regent, de zevende demo rinpoche, Ngawang Lobsang Thubten Jigme Gyatso (1811 - 1819)
9. Dalai lama Lungtog Gyatso (1806 - 1815) (regeerde niet zelf)
Regent, de tweede Tsemönling rinpoche, Ngawang Jampäl Tsültrim Gyatso (1819 - 1844)
10. Dalai lama Tsültrim Gyatso (1816 - 1837) (regeerde niet zelf)
Regent, de derde Reting rinpoche, Ngawang Yeshe Tsültrim Gyatso (1845 - 1862)
11. Dalai lama Khädrub Gyatso (1838 - 1856) (regeerde niet zelf)
12. Dalai lama Trinley Gyatso (1856 - 1875) (regeerde niet zelf)
Regent, Wangchug Gyalpo Shatra (1862-1864)
Regent Dedrug Khyenrab Wangchug (1864 - 1873)
Regent, de tiende Tatsag rinpoche Tatsag Ngawang Pälden (1875 - 1886).
Regent, de negende demo rinpoche, Lobsang Trinley (1886 - 1895).
13. Dalai lama Thubten Gyatso (1876 - 1933)
Regent, de vijfde Reting rinpoche, Jampäl Yeshe Gyaltsen (1933 - 1941)
Regent de tweede Tagdrag rinpoche, Ngawang Sungrab Thutob (1942 - 1950)
14. Dalai lama Tenzin Gyatso (1935 - heden)

## 1907-1952
In deze tijd regeerden de kalön tripa's (premiers) van de kashag. Daarnaast hadden de dertiende en veertiende dalai lama tijdens hun volwassenheid de regering in handen. Kalön tripa's waren:
- Trio (vanaf 1907)
  - Changkhyim (1907-1920)
  - Shatra (1907-1923)
  - Sholkhang (1907-1926)
- Langdün Künga Wangchug (1926-1940)
- vacant 1940-1950
- Lobsang Tashi en Lukhangwa (1950-1952)

## Tibetaanse Autonome Regio

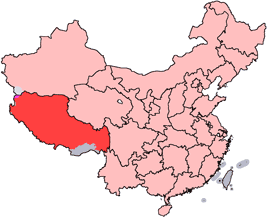
Tibet in China

De Tibetaanse Autonome Regio werd officieel pas gevormd in 1965. Niettemin nam de Communistische Partij van China de militaire macht in Centraal-Tibet al over met de invasie van Tibet in 1950-51; in de provincie Kham gebeurde dit in feite al in 1949. De belangrijkste leiders in die tijd waren de partijsecretarissen.

### Partijsecretarissen
1. Zhang Guohua (januari 1950 - juni 1951)
2. Fan Ming (juni 1951 - december 1951)
3. Zhang Jingwu (maart 1952 - augustus 1965)
4. Zhang Guohua (september 1965 - 1967)
5. Ren Rong (augustus 1971 - maart 1980)
6. Yin Fatang (maart 1980 - juni 1985)
7. Wu Jinghua (juni 1985 - december 1988)
8. Hu Jintao (december 1988 - november 1992)
9. Chen Kuiyuan (november 1992 - september 2000)
10. Guo Jinlong (september 2000 - december 2004)
11. Yang Chuantang (december 2004 - november 2005)
12. Zhang Qingli (november 2005 - mei 2006)
13. Zhang Qingli (mei 2006 - heden)

### Voorzitters in de Tibetaanse Autonome Regio

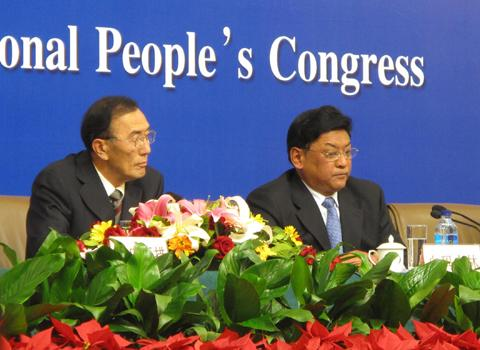
V.l.n.r. Jampa Püntsog (12e) en Padma Choling (13e)

Voorzitter van het Voorbereidingscomité
1. Dalai lama Tenzin Gyatso (april 1956 - maart 1959)
2. Pänchen lama Chökyi Gyaltsen (maart 1959 - december 1964)
Voorzitter van het Volkscomité
3. Ngabo Ngawang Jigme (december 1964 - begin van de Culturele Revolutie)
Voorzitter van het Revolutionair Comité
4. Zeng Yongya (september 1968 - november 1970)
5. Ren Rong (november 1970 - augustus 1979)
Voorzitter van de Volksregering
6. Tian Bao (augustus 1979 - april 1981)
7. Ngabo Ngawang Jigme (april 1981 - mei 1983)
8. Dorje Tseten (mei 1983 - december 1985)
9. Dorje Tsering (december 1985 - mei 1990)
10. Gyaincain Norbu (mei 1990 - mei 1998)
11. Legchog (mei 1998 - mei 2003)
12. Jampa Püntsog (mei 2003 - januari 2010)
13. Padma Choling (januari 2010 - heden)

### Voorzitter van het Permanente Comité van het Volkscongres
1. Ngabo Ngawang Jigme (1979 - 1981)
2. Yang Dongsheng (1981 - 1983)
3. Ngabo Ngawang Jigme (1983 - 1993)
4. Raidi (1993 - 2003)
5. Legchog (2003 -)

## Tibetaans ballingschap

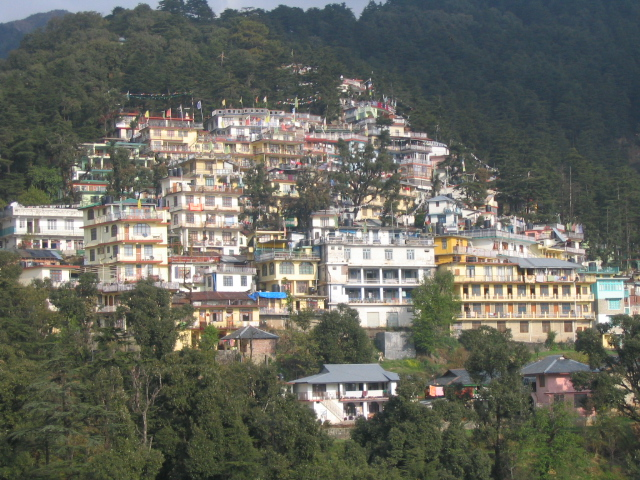
McLeod Ganj

Na de vlucht van de veertiende dalai lama Tenzin Gyatso in 1959 naar India richtte hij daar de Tibetaanse regering in ballingschap op. Daarnaast vestigde hij een Tibetaans parlement in ballingschap en kwam er een Handvest van de Tibetanen in ballingschap. De regering in ballingschap zetelt in McLeod Ganj, ook wel Boven Dharamsala genoemd.
Deze instituties waren in feite een voortzetting van de regering van historisch Tibet en de uiteindelijke macht lag bij de dalai lama. In 1990 en in 2000 voerde de dalai lama verschillende hervormingen door, waardoor de zeggenschap formeel in handen van de democratie in ballingschap kwam te liggen. Niettemin is het gezag van de dalai lama dusdanig, dat er feitelijk niet om zijn wil heen geregeerd wordt.
Kalön tripa's (premiers) van de ballingschapsregering:
- Jangsa Tsang (1959-1960)
- Surkhang Ngawang Geleg (1960-1965)
- Shenkha Gurney Topgyal (1965-1970)
- Garang Lobsang Rigzin (1970-1975)
- Kunling Woeser Gyaltso (1975-1980)
- Wangue Dorji (1980-1985)
- Juchen Thupten Namgyal (1985-1990)
- Kelsang Yeshi (1990-1991)
- Gyalo Döndrub (1991-1993)
- Tenzin Namgyal Tethong (1993-1996)
- Sonam Topgyal (1996-2001)
- Lobsang Tenzin (2001-2011)
- Lobsang Sangay (sinds 2011)